# Estación Clodomiro Ledesma
Clodomiro Ledesma es la estación de ferrocarril de la localidad homónima, provincia de Entre Ríos, República Argentina. Se encuentra en el cerrado ramal Concordia - Concepción del Uruguay del Ferrocarril General Urquiza. Fue inaugurada en 1924 por donación del propietario del lugar, Clodomiro Ledesma. Un incendio la destruyó completamente en 1979.
Se encuentra precedida por la Estación Pedernal y le continúa la Estación Calabacilla.